# 24 grudnia
24 grudnia jest 358. (w latach przestępnych 359.) dniem w kalendarzu gregoriańskim. Do końca roku pozostaje 7 dni.

## Święta
- Imieniny obchodzą: Ada, Adam, Adamina, Adela, Delfin, Druzjan, Druzjanna, Eryk, Eryka, Ewa, Ewelina, Godzisław, Godzisława, Grzegorz, Grzymisława, Hermana, Hermina, Herminia, Irma, Irmina, Józef, Paula, Tarsylia i Zenobiusz.
- Słowianie: Święto Godowe
- Wspomnienia i święta Kościoła katolickiego[1][2]:
  - Wigilia Bożego Narodzenia
  - Adam i Ewa (pierwsi rodzice)
  - św. Adela z Pfalzel i jej matka św. Irmina z Oeren (benedyktynki)
  - św. Paula Elżbieta Cerioli
  - św. Tarsylia (ciotka Grzegorza I)

## Wydarzenia w Polsce
- 1287 – III najazd mongolski na Polskę: armia mongolska pod wodzą Nogaja rozpoczęła oblężenie Krakowa.
- 1529 – Sejm w Piotrkowie ogłosił inkorporację Mazowsza do Polski.
- 1637 – Bohdan Chmielnicki podpisał akt kapitulacji powstania Pawluka.
- 1692 – Arcybiskup lwowski obrządku ormiańskiego Wartan Hunanian konsekrował pierwszych 14 benedyktynek ormiańskich.
- 1806 – IV koalicja antyfrancuska: zwycięstwo wojsk francuskich nad rosyjskimi w bitwie pod Czarnowem.
- 1807 – Została powołana Rada Stanu Księstwa Warszawskiego.
- 1898 – W Warszawie odsłonięto pomnik Adama Mickiewicza.
- 1927 – Spłonął Zameczek Prezydencki w Wiśle.
- 1936 – Abp Filippo Cortesi został nuncjuszem apostolskim w Polsce.
- 1939 – Niemcy spalili synagogę w Siedlcach.
- 1942 – Około 60 Polaków zostało zamordowanych przez ukraińskich nacjonalistów we wsi Połonka na Wołyniu.
- 1944 – 89 Polaków zostało zamordowanych przez UPA w Ihrowicy na Podolu.
- 1951 – 7 górników zginęło w wyniku wybuchu metanu i pyłu węglowego w KWK „Mysłowice”.
- 1955 – Uniwersytet Poznański przemianowano na Uniwersytet im. Adama Mickiewicza.
- 1975 – Premiera filmu telewizyjnego Niespotykanie spokojny człowiek w reżyserii Stanisława Barei.
- 1980 – Premiera 1. odcinka serialu historycznego Królowa Bona w reżyserii Janusza Majewskiego.
- 1984 – Premiera 1. odcinka serialu kostiumowego Rycerze i rabusie w reżyserii Tadeusza Junaka.
- 1997 – Premiera 1. odcinka serialu komediowego 13 posterunek w reżyserii Macieja Ślesickiego.
- 1998 – W Elektrowni Turów doszło do jednej z największych awarii w polskiej energetyce. Prawie całkowitemu zniszczeniu uległ blok energetyczny nr 5 o mocy 200 MW, uszkodzonych zostało wiele urządzeń sąsiednich jednostek wytwórczych, wyłączono większość generatorów, a w maszynowni wybuchł groźny pożar.

## Wydarzenia na świecie

Kaplica w miejscu pierwszej na świecie szopki w Greccio we Włoszech

- 640 – Jan IV został papieżem.
- 1144 – Muzułmanie odzyskali Edessę.
- 1165 – Wilhelm I Lew został koronowany na króla Szkocji.
- 1223 – Franciszek z Asyżu zorganizował w Greccio pierwszą na świecie szopkę bożonarodzeniową.
- 1267 – Hugo III został koronowany na króla Cypru.
- 1294 – Kardynał Benedetto Caetani został wybrany na papieża i przyjął imię Bonifacy VIII.
- 1414 – Arcybiskup Jan Rzeszowski uroczyście promulgował bullę antypapieża Jan XXIII z 28 sierpnia 1412 przenoszącą stolicę metropolii z Halicza do Lwowa.
- 1556 – Armia inwazyjna króla Birmy i jej dominiów Bayinnaunga wyruszyła na podbój Państw Szanów.
- 1717 – W nocy z 24 na 25 grudnia potężny sztorm uderzył od północy w wybrzeża Holandii, Niemiec i Skandynawii, wywołując powodzie, w których zginęło ok. 14 tys. osób.
- 1726 – Założono dzisiejszą stolicę Urugwaju Montevideo.
- 1734 – W Madrycie spłonął królewski kompleks pałacowy Alkazar.
- 1777 – James Cook odkrył Wyspę Bożego Narodzenia.
- 1799 – We Francji przyjęto tzw. Konstytucję konsularną.
- 1800:
  - Józef Coudrin i Henriette Aymer de Chevalerie założyli Zgromadzenie Najświętszych Serc Jezusa i Maryi oraz Wieczystej Adoracji Najświętszego Sakramentu Ołtarza (sercanów białych).
  - W Paryżu doszło do nieudanego zamachu bombowego na Napoleona Bonapartego.
- 1811:
  - U wybrzeży Jutlandii w czasie sztormu rozbiły się brytyjskie okręty HMS „Defence” i HMS „St. George”, w wyniku czego zginęło około 1300 marynarzy.
  - Wojna na Półwyspie Iberyjskim: zwycięstwo wojsk francuskich nad hiszpańskimi w bitwie pod Murviedro.
- 1814 – Podpisano pokój gandawski kończący wojnę brytyjsko-amerykańską.
- 1818 – W austriackim Oberndorf bei Salzburg podczas pasterki po raz pierwszy wykonano kolędę Cicha noc.
- 1849 – Andonios Kriezis został premierem Grecji.
- 1851 – Spłonęła Biblioteka Kongresu Stanów Zjednoczonych.
- 1865 – W mieście Pulaski w stanie Tennessee sześciu weteranów armii Południa założyło Ku Klux Klan.
- 1870 – Wojna francusko-pruska: zwycięstwo wojsk pruskich w bitwie nad rzeką Hallue.
- 1871 – W Kairze odbyła się premiera opery Aida z muzyką Giuseppe Verdiego i librettem Antonia Ghislanzoniego.
- 1889 – Założono argentyński klub piłkarski Rosario Central.
- 1896 – Premiera pierwszego w dziejach kinematografii francuskiego horroru Rezydencja diabła w reżyserii Georges’a Mélièsa.
- 1898 – Louis Renault zaprezentował w Paryżu pierwszy automobil własnej konstrukcji.
- 1900 – W Lipsku ukazało się pierwsze wydanie czasopisma „Iskra”, organu Socjaldemokratycznej Partii Robotniczej Rosji (SDPRR). Jej pierwszym redaktorem naczelnym został Włodzimierz Lenin.
- 1902 – Niemiecki astronom Max Wolf odkrył planetoidę (499) Venusia.
- 1906 – Kanadyjski wynalazca Reginald Aubrey Fessenden przeprowadził pierwszą transmisję radiową w USA.
- 1912 – Enrique Varela Vidaurre został premierem Peru.
- 1913:
  - W Calumet w stanie Michigan, podczas wieczerzy wigilijnej zorganizowanej w hali dla rodzin strajkujących górników doszło do wybuchu paniki wywołanej fałszywym alarmem pożarowym, w wyniku czego zadeptane zostały 73 osoby (w tym 59 dzieci).
  - Zwycięstwo wojsk włoskich nad libijskimi powstańcami w bitwie pod Maharuga.
- 1914 – I wojna światowa: rozpoczął się rozejm bożonarodzeniowy.
- 1921 – Xhafer Ypi został premierem Albanii.
- 1924 – Ilias Vrioni został po raz trzeci premierem Albanii.
- 1929 – Spłonęło zachodnie skrzydło Białego Domu w Waszyngtonie.
- 1932 – Arturo Alessandri Palma został po raz trzeci prezydentem Chile.
- 1934 – W szwajcarskim Davos uruchomiono pierwszy wyciąg narciarski na świecie.
- 1936 – Federico Laredo Brú został prezydentem Kuby.
- 1937 – Dokonano oblotu włoskiego myśliwca Macchi MC.200.
- 1938:
  - Pedro Aguirre Cerda został prezydentem Chile.
  - W zderzeniu dwóch pociągów pasażerskich w miejscowości Etulia w Rumunii (obecnie w Mołdawii) zginęły 93 osoby, a 147 zostało rannych.
- 1941:
  - Bitwa o Atlantyk: brytyjski okręt podwodny HMS H31 zatonął wraz z 22-osobową załogą po wejściu na minę w Zatoce Biskajskiej.
  - Wojna na Pacyfiku: japoński niszczyciel „Sagiri” został zatopiony u północnego wybrzeża Borneo przez holenderski okręt podwodny Hr.Ms. K XVI, w wyniku czego zginęło 121 członków załogi; wojska japońskie zdobyły Kuching na Borneo.
- 1942:
  - Wysoki komisarz we francuskiej Afryce Północnej admirał François Darlan został zastrzelony w swym gabinecie w Algierze przez monarchistę Fernanda Bonniera de La Chapelle.
  - Z poligonu w Peenemünde wystrzelono pierwszy pocisk rakietowy V-1.
- 1943:
  - Bitwa o Atlantyk: amerykański niszczyciel USS „Leary” został zatopiony wraz z 98 członkami załogi przez niemiecki okręt podwodny U-275.
  - Front wschodni: Armia Czerwona rozpoczęła operację dnieprowsko-karpacką.
- 1944:
  - Front zachodni: belgijski statek transportowy SS „Léopoldville” został zatopiony na kanale La Manche przez niemiecki okręt podwodny U-486, w wyniku czego zginęło 763 amerykańskich żołnierzy i 56 członków załogi.
  - W odwecie za zabicie trzech niemieckich żołnierzy oddział SS dokonał w Bande (obecnie część miasta Nassogne w południowej Belgii) masakry 34 mężczyzn w wieku od 17 do 32 lat.
- 1945 – Na amerykańskim cmentarzu wojskowym w mieście Luksemburg został pochowany gen. George Patton.
- 1949:
  - Papież Pius XII zainaugurował obchody Roku Jubileuszowego 1950.
  - W mieście Mungyeong w Korei Południowej żołnierze 3. Dywizji Piechoty dokonali masakry 86-88 cywilów podejrzewanych o sympatyzowanie z komunizmem i pomoc siłom komunistycznym.
- 1950 – Wojna koreańska: zakończyła się udana, dziesięciodniowa ewakuacja 105 tys. żołnierzy amerykańskich, brytyjskich i południowokoreańskich z portu Hŭngnam w Korei Północnej.
- 1951 – Libia proklamowała niepodległość (od Włoch). Pierwszym i jedynym królem został Idris I.
- 1953:
  - 106 osób zginęło w katastrofie kolejowej w Sakvicach w Czechosłowacji.
  - 151 osób zginęło w wyniku zejścia laharu z jeziora w kraterze wulkanu Ruapehu i zerwania mostu kolejowego, tuż przed nadjeżdżającym pociągiem ekspresowym z Wellington do Auckland (Nowa Zelandia).
  - Dokonano oblotu czechosłowackiego samolotu wielizadaniowego Aero L-60 Brigadyr.
- 1962 – Kuba i USA dokonały wymiany 1100 jeńców wziętych do kubańskiej niewoli podczas nieudanej inwazji w Zatoce Świń na lekarstwa i produkty żywnościowe.
- 1964 – Wojna wietnamska: dwóch amerykańskich oficerów zginęło, a około 60 osób zostało rannych w przeprowadzonym przez agentów Wietkongu zamachu bombowym na Brinks Hotel w Sajgonie.
- 1966 – W katastrofie amerykańskiego samolotu wojskowego Canadair CL-44 w Wietnamie Południowym zginęło 129 osób.
- 1971 – 91 osób zginęło w katastrofie samolotu Lockheed L-188 Electra w środkowym Peru. Katastrofę cudem przeżyła 17-letnia Juliane Koepcke, która po 9-dniowej wędrówce przez dżunglę odnalazła pomoc.
- 1973:
  - Mohammad Mohamadullah został prezydentem Bangladeszu.
  - Obrączkowe zaćmienie Słońca widoczne nad Ameryką Środkową, Południową, Atlantykiem i północną Afryką.
- 1974 – Cyklon Tracy zniszczył miasto Darwin na północnym wybrzeżu Australii, zabijając 71 osób.
- 1976 – Takeo Fukuda został premierem Japonii.
- 1979 – Z Gujańskiego Centrum Kosmicznego wystrzelono pierwszą europejską rakietę typu Ariane.
- 1989:
  - Inwazja Stanów Zjednoczonych na Panamę: obalony dyktator Manuel Noriega schronił się w ambasadzie Watykanu.
  - W liberyjskiej prowincji Nimba wybuchło powstanie, które doprowadziło do całkowitej destabilizacji kraju.
- 1990 – W Surinamie płk Dési Bouterse zmusił drogą telefoniczną do ustąpienia prezydenta Ramsewaka Shankara i zajął jego miejsce, rozpoczynając dyktatorskie rządy w kraju.
- 1991 – Dotychczasowy nuncjusz apostolski w Holandii Audrys Bačkis został mianowany arcybiskupem Wilna.
- 1992 – Wystartował kanał MTV Japonia.
- 1994 – 4 algierscy terroryści porwali należącego do Air France Airbusa A300, lecącego z Paryża do Algieru.
- 1995 – Została przyjęta w referendum konstytucja Naddniestrza.
- 1997 – Sąd w Paryżu skazał na karę dożywotniego pozbawienia wolności wenezuelskiego terrorystę Ilicha Ramíreza Sáncheza ps. „Carlos” lub „Szakal”.
- 1998 – Dokonano oblotu rosyjskiego śmigłowca wielozadaniowego Ka-60.
- 1999:
  - 5 pakistańskich terrorystów porwało indyjski samolot lecący z Katmandu do Delhi ze 193 osobami na pokładzie.
  - Papież Jan Paweł II zainaugurował w bazylice św. Piotra obchody Wielkiego Jubileuszu Roku Świętego 2000.
  - Prezydent Wybrzeża Kości Słoniowej Henri Konan Bédié został obalony w wojskowym zamachu stanu.
- 2001 – Patrick Manning został po raz drugi premierem Trynidadu i Tobago.
- 2002 – 13 osób zginęło, a 12 zostało rannych w zamachu bombowym na dom burmistrza miasta Datu Piang na Filipinach, Saudiego Ampatuana.
- 2004 – W stolicy Kazachstanu Astanie oddano do użytku pałac prezydencki Ak Orda.
- 2008:
  - 27 osób zginęło, a 21 zostało rannych w wyniku wybuchu gazu w bloku mieszkalnym w Eupatorii na Krymie.
  - Kpt. Moussa Dadis Camara, szef junty, która poprzedniego dnia, po śmierci prezydenta Lansany Contégo, dokonała wojskowego zamachu stanu, ogłosił się nowym prezydentem Gwinei.
- 2009 – Podczas pasterki w bazylice św. Piotra w Watykanie chora psychicznie kobieta rzuciła się na Benedykta XVI, przewracając go.
- 2010 – Mohamed Saïd Fofana został premierem Gwinei.
- 2011 – Hamadi Dżebali został premierem Tunezji.
- 2013 – 16 osób zginęło, a ok. 150 zostało rannych w wyniku zdetonowania przez islamskich terrorystów samochodu-pułapki w mieście Al-Mansura w północnym Egipcie.
- 2014:
  - 38 osób zginęło, a 56 zostało rannych w samobójczym zamachu bombowym na oddział prorządowej milicji sunnickiej pod Bagdadem.
  - Omar Abdirashid Ali Sharmarke został po raz drugi premierem Somalii.
- 2017 – W powiecie Pingshan w chińskiej prowincji Hebei oddano do użytku szklany most o długości 488 metrów i szerokości 4 metrów, zawieszony nad ok. 220-metrową przepaścią.
- 2018 – Stolica Burundi została przeniesiona z Bużumbury do Gitegi.
- 2020 – Maia Sandu jako pierwsza kobieta objęła urząd prezydenta Mołdawii.
- 2022:
  - Sitiveni Rabuka został po raz drugi premierem Fidżi.
  - W wyniku eksplozji cysterny samochodowej z gazem w Boksburgu w Południowej Afryce zginęło 41 osób, a 14 odniosło obrażenia.
- 2024 – Papież Franciszek otworzył Drzwi Święte w Bazylice świętego Piotra na Watykanie rozpoczynając Rok Jubileuszowy 2025[3].

## Eksploracja kosmosu
- 1966 – Radziecka sonda Łuna 13 wylądowała na Księżycu.
- 1968 – Amerykański statek załogowy Apollo 8 wszedł na orbitę Księżyca.
- 1979 – Z kosmodromu Kourou w Gujanie Francuskiej wystrzelono pierwszą europejską rakietę nośną Ariane 1.

## Urodzili się
- 3 p.n.e. – Galba, cesarz rzymski (zm. 69)
- 1166 – Jan bez Ziemi, król Anglii (zm. 1216)
- 1389 – Jan VI Mądry, książę Bretanii (zm. 1442)
- 1461 – Krystyna saska, królowa duńska, szwedzka i norweska (zm. 1521)
- 1475 – Thomas Murner, niemiecki poeta, satyryk, tłumacz (zm. 1537)
- 1508 – Pietro Carnesecchi, włoski humanista, reformator religijny, polityk (zm. 1567)
- 1573 – Takuan Sōhō, japoński mistrz zen, artysta, prozaik, poeta, kaligraf, twórca ogrodów, mistrz sztuk walki (zm. 1645)
- 1588 – Konstancja Habsburżanka, królowa Polski i Szwecji (zm. 1631)
- 1593 – Adam Christian Agricola, niemiecki kaznodzieja ewangelicki (zm. 1645)
- 1596 – Leonaert Bramer, holenderski malarz (zm. 1674)
- 1597 – Honoriusz II Grimaldi, senior Monako (zm. 1662)
- 1609 – Philip Warwick, angielski polityk, dyplomata (zm. 1683)
- 1625 – Johann Rudolph Ahle, niemiecki kompozytor, organista (zm. 1673)
- 1631 – Bernard Gustaw z Badenii-Durlach, niemiecki dowódca w wojsku szwedzkim, a po przejściu na katolicyzm opat w Fuldzie i kardynał (zm. 1677)
- 1654 – Andreas Gärtner, górnołużycki przyrodnik, wynalazca, projektant i twórca urządzeń technicznych i pomiarowych (zm. 1727)
- 1679 – Domenico Sarro, włoski kompozytor (zm. 1744)
- 1688 – (lub 1686) Johann Bachstrom, niemiecki duchowny i teolog luterański, uczony, pisarz (zm. 1742)
- 1694 – Christfried Kirch, niemiecki astronom (zm. 1740)
- 1703 – Aleksiej Czirikow, rosyjski żeglarz (zm. 1748)
- 1711 – Friedrich Wilhelm Dubut, niemiecki rzeźbiarz, medalier (zm. 1779)
- 1724 – William Henry Lyttelton, brytyjski polityk, dyplomata (zm. 1808)
- 1729 – Manuel Abbad Lasierra, hiszpański duchowny katolicki, biskup Ibizy, pisarz (zm. 1806)
- 1731 – Michael Groddeck, gdański bibliotekarz, burmistrz Gdańska (zm. 1800)
- 1740 – Anders Johan Lexell, rosyjski astronom, matematyk pochodzenia szwedzkiego (zm. 1784)
- 1745 – William Paterson, amerykański prawnik, polityk, senator (zm. 1806)
- 1751 – Lars von Engeström, szwedzki polityk, dyplomata, wolnomularz (zm. 1826)
- 1754 – George Crabbe, brytyjski poeta, przyrodnik (zm. 1832)
- 1755 – Claude-Emmanuel de Pastoret, francuski pisarz, polityk (zm. 1840)
- 1761:
  - Jean-Louis Pons, francuski astronom (zm. 1831)
  - Selim III, sułtan Imperium Osmańskiego (zm. 1808)
- 1773 – Joseph Wölfl, austriacki pianista, kompozytor (zm. 1812)
- 1777 – Ludwik Adam Dmuszewski, polski aktor, reżyser teatralny (zm. 1847)
- 1780 – Stanisław Adam Miączyński, generał i adiutant ks. Józefa Poniatowskiego
- 1784:
  - Tomasz Andrzej Łubieński, polski generał (zm. 1870)
  - Helena Pawłowna Romanowa, wielka księżna Rosji i Mecklenburg-Schwerin (zm. 1803)
- 1787 – Wilhelm Heski, landgraf Hesji-Kassel (zm. 1867)
- 1791 – Eugène Scribe, francuski dramaturg, librecista (zm. 1861)
- 1796:
  - Fernán Caballero, hiszpańska pisarka pochodzenia niemieckiego (zm. 1877)
  - Tytus Działyński, polski hrabia, polityk, mecenas sztuki, wydawca źródeł historycznych (zm. 1861)
- 1798:
  - Adam Idźkowski, polski architekt (zm. 1879)
  - Adam Mickiewicz, polski poeta, filozof, nauczyciel akademicki, działacz i publicysta polityczny, tłumacz, mistyk (zm. 1855)
- 1799 – Maryla Wereszczakówna, polska szlachcianka, ukochana Adama Mickiewicza (zm. 1863)
- 1800:
  - Adam Epstein, polski bankier, filantrop pochodzenia żydowskiego (zm. 1870)
  - Ferdinand Keller, szwajcarski archeolog (zm. 1881)
- 1806 – François Puaux, francuski pastor, kaznodzieja, prawnik (zm. 1895)
- 1809:
  - Kit Carson, amerykański generał, podróżnik (zm. 1868)
  - Adam Raciborski, polski lekarz, autor podręczników medycznych, uczestnik powstania listopadowego (zm. 1871)
- 1810:
  - Adam Stanisław Krasiński, polski duchowny katolicki, biskup wileński, pisarz (zm. 1891)
  - Wilhelm Marstrand, duński malarz (zm. 1873)
- 1812:
  - Andrés Cortés, hiszpański malarz (zm. 1879)
  - Adam Jasiński, polski duchowny katolicki, biskup przemyski (zm. 1862)
- 1818 – James Joule, brytyjski fizyk (zm. 1889)
- 1820 – Siegmund Lachenwitz, niemiecki malarz animalista (zm. 1868)
- 1821:
  - Gabriel García Moreno, ekwadorski pisarz polityczny, polityk, prezydent Ekwadoru (zm. 1875)
  - Ernest Picard, francuski polityk (zm. 1877)
- 1822:
  - Matthew Arnold, brytyjski poeta (zm. 1888)
  - Charles Hermite, francuski matematyk (zm. 1901)
  - Pieter Johannes Potgieter, burski wojskowy, polityk (zm. 1854)
- 1823 – Theodor Blätterbauer, niemiecki malarz, rysownik, ilustrator (zm. 1906)
- 1824:
  - Peter Cornelius, niemiecki kompozytor, poeta (zm. 1874)
  - Adeline, hrabina Cardigan i Lancastre, brytyjska arystokratka, pisarka, kurtyzana (zm. 1915)
- 1826 – Ignacy Krzyżanowski polski pianista, kompozytor (zm. 1905)
- 1832:
  - Kazimierz Chłapowski, polski ziemianin, działacz społeczny (zm. 1916)
  - Francesco Netti, włoski malarz, pisarz (zm. 1894)
- 1834 – Ludwik Wierzbicki, polski inżynier, budowniczy kolei (zm. 1912)
- 1835 – Egyed Berzeviczy, węgierski ziemianin (zm. 1906)
- 1836:
  - Joaquín Agrasot, hiszpański malarz (zm. 1919)
  - Adam Wiślicki, polski dziennikarz, publicysta (zm. 1913)
- 1837:
  - Elżbieta Bawarska, cesarzowa Austrii, królowa Węgier (zm. 1898)
  - Hans von Marées, niemiecki malarz (zm. 1887)
  - Cosima Wagner, niemiecka pamiętnikarka, żona Richarda (zm. 1930)
- 1839 – Adam Bełcikowski, polski historyk literatury, dramatopisarz, poeta (zm. 1909)
- 1840 – Amilcare Malagola, włoski duchowny katolicki, arcybiskup Fermo, kardynał (zm. 1895)
- 1842 – Szczepan Szymkiewicz, polski duchowny katolicki (zm. 1945)
- 1843 – Lydia Koidula, estońska poetka, dramatopisarka, dziennikarka (zm. 1886)
- 1844:
  - (lub 23 października) Jan Massalski, polski podporucznik, uczestnik powstania styczniowego (zm. 1932)
  - Francesco Salesio della Volpe, włoski kardynał, wysoki urzędnik Kurii Rzymskiej (zm. 1916)
- 1845:
  - Fernand Cormon, francuski malarz, dekorator, pedagog (zm. 1924)
  - Jerzy I, król Grecji (zm. 1913)
- 1847 – August Potocki, polski hrabia, działacz społeczny i rolniczy (zm. 1905)
- 1848 – Brandon Thomas, brytyjski aktor, dramaturg (zm. 1914)
- 1849 – Adam Kopyciński, polski duchowny katolicki, teolog, publicysta, polityk (zm. 1914)
- 1851 – Noël de Castelnau, francuski generał (zm. 1944)
- 1854:
  - Julius Elster, niemiecki fizyk, wykładowca akademicki (zm. 1920)
  - José María Reina Barrios, gwatemalski polityk, prezydent Gwatemali (zm. 1898)
- 1856 – Árpád Feszty, węgierski malarz (zm. 1914)
- 1857 – Seweryn Udziela, polski etnograf, muzealnik (zm. 1937)
- 1859 – Roman Statkowski, polski kompozytor, pedagog (zm. 1925)
- 1860 – Józef Klebba, polski kowal, działacz społeczny i kulturalny, kaszubski poeta i pisarz (zm. 1931)
- 1862
  - Meliton Balancziwadze, gruziński kompozytor (zm. 1937)
  - Alma del Banco, niemiecka malarka, graficzka (zm. 1943)
- 1864:
  - Arthur Kochmann, niemiecki prawnik, polityk pochodzenia żydowskiego (zm. 1944)
  - Julian Tołłoczko, polski przedsiębiorca (zm. 1922)
- 1865:
  - Adam Chmiel, polski historyk kultury, archiwista (zm. 1934)
  - Włodzimierz Ledóchowski, polski pułkownik armii austro-węgierskiej (zm. 1933)
  - Einar Lönnberg, szwedzki zoolog, muzealnik (zm. 1942)
  - Aleksandr Martynow, rosyjski rewolucjonista, mienszewik (zm. 1935)
  - Adam Nowotny-Lachowicki-Czechowicz, polski generał brygady (zm. 1936)
  - (lub 1866) Leopold Wasilkowski, polski rzeźbiarz (zm. 1929)
  - Amelia Wittelsbach, bawarska księżniczka (zm. 1912)
- 1866:
  - Alexander Cassinone, niemiecko-austriacki inżynier, pionier aeronautyki (zm. 1931)
  - Adam Galiński, polski generał brygady (zm. 1927)
- 1867:
  - Theodor Brauner, niemiecki duchowny staroluterański, superintendent generalny Kościoła Ewangelicko-Luterańskiego w Polsce Zachodniej, a w czasie okupacji hitlerowskiej superintendent generalny Kościoła Ewangelicko-Luterańskiego Narodowości Niemieckiej w Zachodnim Kraju Warty (zm. ok. 1946)
  - Lazar Mijušković, czarnogórski polityk, premier Czarnogóry (zm. 1936)
- 1868:
  - Emanuel Lasker, niemiecki szachista pochodzenia żydowskiego (zm. 1941)
  - Walter Babcock Swift, niemiecki laryngolog, neurolog (zm. 1942)
  - Richard Teichmann, niemiecki szachista pochodzenia żydowskiego (zm. 1925)
- 1869:
  - Matthew Gillespie, szkocki piłkarz (zm. 1947)
  - Henriette Roland Holst, holenderska pisarka (zm. 1952)
- 1870 – Edward D. Swift, amerykański astronom (zm. 1935)
- 1871 – Wilhelm Burza, polski malarz (zm. 1945)
- 1872:
  - Adam Gunn, amerykański lekkoatleta, wieloboista pochodzenia szkockiego (zm. 1935)
  - Józef (Żuk), amerykański duchowny prawosławny pochodzenia ukraińskiego, biskup Ukraińskiego Kościoła Prawosławnego w Ameryce (zm. 1934)
- 1874 – Adam Didur, polski śpiewak operowy (bas) (zm. 1946)
- 1875 – Otto Ender, austriacki polityk, kanclerz Austrii (zm. 1960)
- 1878 – Józef Trzemeski, polski generał brygady, lekarz, polarnik (zm. 1923)
- 1879 – Aleksandra meklemburska, królowa Danii (zm. 1952)
- 1880 – Wasił Adżałarski, bułgarski rewolucjonista (zm. 1909)
- 1881:
  - Charles Wakefield Cadman, amerykański kompozytor, organista, zbieracz folkloru, krytyk muzyczny (zm. 1946)
  - Alfredo Gollini, włoski gimnastyk (zm. 1957)
  - Bronisław Szulc, polski waltornista, dyrygent, kompozytor, autor opracowań muzycznych (zm. 1955)
- 1883 – Stefan Jaracz, polski aktor, pisarz, publicysta, dyrektor teatru (zm. 1945)
- 1884 – Antoni Cierplikowski, polski fryzjer, stylista, producent kosmetyków (zm. 1976)
- 1885:
  - Franz Hofer, austriacki malarz, grafik (zm. 1915)
  - Charles Jensen, duński gimnastyk (zm. 1920)
- 1886:
  - Michael Curtiz, amerykański reżyser filmowy pochodzenia węgierskiego (zm. 1962)
  - (lub 23 grudnia) Adam Kucharzewski, polski inżynier górniczy, kapitan rezerwy (zm. 1944)
  - Aleksandr Niewierow, rosyjski pisarz (zm. 1923)
  - Siergiej Pankiejew, rosyjski pacjent Sigmunda Freuda (zm. 1979)
  - Jan Reliszko, polski oficer, kawaler Virtuti Militari (zm. 1937)
  - Jan Stańczyk, polski działacz socjalistyczny i związkowy, polityk (zm. 1953)
- 1887:
  - Wilhelm Fallek, polski nauczyciel, historyk literatury, krytyk i historyk teatru, dziennikarz pochodzenia żydowskiego (zm. 1941)
  - Adolf Froelich, polski dentysta, wynalazca (zm. 1943)
  - Louis Jouvet, francuski aktor, reżyser teatralny (zm. 1951)
- 1889 – Christo Jasenow, bułgarski poeta, działacz komunistyczny (zm. 1925)
- 1890:
  - Walerian Czuma, polski generał brygady (zm. 1962)
  - Alfred Neveu, szwajcarski bobsleista (zm. 1975)
  - Artur Staszewski, radziecki funkcjonariusz wywiadu wojskowego pochodzenia żydowskiego (zm. 1937)
- 1891:
  - Salomon Birnbaum, austriacki językoznawca jidysz, hebrajski paleograf pochodzenia żydowskiego (zm. 1989)
  - Virginia Dighero, włoska superstulatka (zm. 2005)
- 1892 – Ruth Chatterton, amerykańska aktorka, pisarka (zm. 1961)
- 1893:
  - Carl Brisson, duński bokser, śpiewak, tancerz, aktor, piosenkarz i reżyser (zm. 1958)
  - Harry Warren, amerykański kompozytor pochodzenia włoskiego (zm. 1981)
- 1894:
  - Evert Bulder, holenderski piłkarz (zm. 1973)
  - Georges Guynemer, francuski pilot wojskowy, as myśliwski (zm. 1917)
  - Johannes Hengeveld, holenderski przeciągacz liny (zm. 1961)
  - Alicja Napiórkowska, polska nauczycielka (zm. 1982)
- 1895:
  - Leon Sobociński, polski pisarz, satyryk, dziennikarz, działacz ludowy, badacz kultury Warmii i Mazur (zm. 1948)
  - Josef Uridil, austriacki piłkarz, trener (zm. 1962)
  - Nikolaus von Vormann, niemiecki generał wojsk pancernych (zm. 1959)
- 1896:
  - Harry Hartz, amerykański kierowca wyścigowy (zm. 1974)
  - Władysław Jarema, polski aktor, reżyser teatru lalek (zm. 1976)
  - Henryk Rossman, polski adwokat, radca prawny, narodowy działacz polityczny (zm. 1937)
  - Wasilij Wasiljew, radziecki generał porucznik (zm. 1942)
- 1897 – Ville Pörhölä, fiński lekkoatleta, młociarz (zm. 1964)
- 1898 – Shtjefën Kurti, albański duchowny katolicki, męczennik, błogosławiony (zm. 1971)
- 1899:
  - Eugeniusz Arct, polski malarz (zm. 1974)
  - Adam Mikołajewski, polski aktor (zm. 1952)
  - Hyman Rickover, amerykański admirał pochodzenia żydowskiego (zm. 1986)
- 1900:
  - Joseph Smallwood, kanadyjski dziennikarz, polityk (zm. 1991)
  - Hawayo Takata, japońska mistrzyni reiki (zm. 1980)
  - Henri-Marie-François Varin de la Brunelière, francuski duchowny katolicki, biskup Martyniki i arcybiskup Fort-de-France (zm. 1983)
- 1902:
  - Walter Dietrich, szwajcarski piłkarz, trener (zm. 1979)
  - Vincenz Nohel, austriacki nazista, zbrodniarz wojenny (zm. 1947)
  - Mark Spiwak, radziecki polityk (zm. 1975)
- 1903:
  - Ernst Krenkel, radziecki radiotelegrafista, polarnik (zm. 1971)
  - Adam Paszewski, polski botanik, palinolog (zm. 1991)
- 1904:
  - Adam Gajewski, funkcjonariusz MBP, oficer NKWD (zm. ?)
  - Joseph Juran, amerykański teoretyk zarządzania pochodzenia rumuńskiego (zm. 2008)
  - Frits Schipper, holenderski piłkarz (zm. 1989)
  - Alexandre Villaplane, francuski piłkarz, przestępca pochodzenia algierskiego (zm. 1944)
- 1905:
  - Hendrik Wade Bode, amerykański matematyk, wynalazca pochodzenia holenderskiego (zm. 1982)
  - Milt Dunnell, kanadyjski dziennikarz sportowy (zm. 2008)
  - Howard Hughes, amerykański miliarder, pilot, konstruktor lotniczy, producent filmowy (zm. 1976)
  - George Marthins, indyjski hokeista na trawie (zm. 1989)
  - Bertil Rönnmark, szwedzki strzelec sportowy (zm. 1967)
  - Leopold Skwierczyński, polski major lotnictwa, aktor (zm. 1959)
- 1906:
  - Paul Bromme, niemiecki polityk (zm. 1975)
  - James Hadley Chase, brytyjski pisarz (zm. 1985)
  - Joseph Höffner, niemiecki duchowny katolicki, arcybiskup Kolonii, Sługa Boży (zm. 1987)
  - Franz Waxman, amerykański kompozytor muzyki filmowej (zm. 1967)
- 1907:
  - André Cailleux, francuski geolog, geograf (zm. 1986)
  - John Cody, amerykański duchowny katolicki, arcybiskup Chicago, kardynał (zm. 1982)
  - Adolf Krzyk, polski piłkarz, bramkarz (zm. 1987)
  - Lucyna Niedziałkówna-Przybylska, polska spikerka radiowa (zm. 1981)
- 1908 – Adam Marczyński, polski malarz, grafik, pedagog (zm. 1985)
- 1909:
  - Siemion Aleksiejew, radziecki konstruktor lotniczy (zm. 1993)
  - Adam Rapacki, polski ekonomista, dyplomata, polityk, poseł na Sejm PRL, minister szkolnictwa wyższego i spraw zagranicznych (zm. 1970)
- 1910:
  - Ellen Braumüller, niemiecka lekkoatletka, oszczepniczka (zm. 1991)
  - Stefan Głogowski, polski kapitan, żołnierz AK, uczestnik podziemia antykomunistycznego (zm. 1948)
  - Fritz Leiber, amerykański pisarz fantasy i science fiction (zm. 1992)
  - Max Miedinger, szwajcarski topograf, projektant krojów pism (zm. 1980)
  - William Pickering, nowozelandzki astrofizyk (zm. 2004)
  - Jewgienij Sawicki, radziecki marszałek lotnictwa (zm. 1990)
  - Alina Szenwald, polska dziennikarka (zm. 1989)
- 1911:
  - Leonid Fłorientjew, radziecki polityk (zm. 2003)
  - David McCleave, brytyjski bokser (zm. 1988)
- 1912:
  - Marcelina Grabowska, polska pisarka (zm. 1986)
  - Natalino Otto, włoski piosenkarz, producent muzyczny, aktor (zm. 1969)
- 1913:
  - Celina Bobińska, polska historyk, działaczka komunistyczna (zm. 1997)
  - Włodzimierz Brühl, polski reumatolog (zm. 2004)
  - Halina Kowalska, polska wiolonczelistka pochodzenia żydowskiego (zm. 1998)
  - Adam Wawrosz, polski poeta, prozaik, działacz narodowy na Zaolziu (zm. 1971)
- 1914:
  - Alfred Dompert, niemiecki lekkoatleta, długodystansowiec (zm. 1991)
  - Franco Lucchini, włoski pilot wojskowy, as myśliwski (zm. 1943)
  - Hans Rösch, niemiecki bobsleista
- 1915 – Eugeniusz Zadrzyński, polski pułkownik, polityk, kierownik resortu energetyki (zm. 2002)
- 1916:
  - Frederick Mosteller, amerykański statystyk (zm. 2006)
  - Zdenka Schelingová, słowacka zakonnica, błogosławiona (zm. 1955)
- 1917:
  - Jiří Brdečka, czeski reżyser filmowy, pisarz, dziennikarz, malarz (zm. 1982)
  - Jan Huszcza, polski poeta, prozaik, satyryk (zm. 1986)
  - Kim Dzong Suk, północnokoreańska działaczka komunistyczna (zm. 1949)
  - Maria Kuryluk, polska poetka, pisarka, dziennikarka, tłumaczka, pianistka (zm. 2001)
- 1918:
  - Jefim Bojczuk, radziecki marszałek artylerii (zm. 1991)
  - Kel Kodheli, albański malarz, grafik (zm. 2006)
  - Aleksandr Spirkin, rosyjski filozof, psycholog (zm. 2004)
- 1919:
  - Qateel Shifai, pakistański poeta (zm. 2001)
  - Pierre Soulages, francuski malarz, grafik (zm. 2022)
- 1920:
  - Franco Lucentini, włoski pisarz, dziennikarz, tłumacz (zm. 2002)
  - Ewa Petelska, polska reżyserka i scenarzystka filmowa (zm. 2013)
  - Edy Reinalter, szwajcarski narciarz alpejski (zm. 1962)
  - Katarzyna Suchodolska, polska autorka literatury dziecięcej i młodzieżowej, tłumaczka (zm. 1988)
- 1921:
  - Ziya Bünyadov, azerski wojskowy, historyk, orientalista (zm. 1997)
  - Lesław Swatler, polski ekonomista, wykładowca akademicki (zm. 1998)
- 1922:
  - Ava Gardner, amerykańska aktorka (zm. 1990)
  - Jonas Mekas, litewski poeta, reżyser i scenarzysta filmowy (zm. 2019)
  - Stefan Raszeja, polski lekarz medycyny sądowej (zm. 2021)
- 1923:
  - Mikołaj Kozakiewicz, polski socjolog, polityk, marszałek Sejmu RP (zm. 1998)
  - Adolf Lekki, polski pisarz (zm. 1991)
  - George Smith Patton IV, amerykański aktor (zm. 2004)
  - Adam Tarnawski, polski malarz (zm. 2015)
- 1924:
  - Abdirizak Haji Hussein, somalijski polityk, premier Somalii (zm. 2014)
  - Marc Ferro, francuski historyk, wykładowca akademicki (zm. 2021)
- 1925:
  - Prosper Grech, maltański duchowny katolicki, augustianin, konsultor Kongregacji Nauki i Wiary, kardynał (zm. 2019)
  - Anna Zakrzewska, polska łączniczka, sanitariuszka, uczestniczka powstania warszawskiego (zm. 1944)
- 1926:
  - Maria Janion, polska krytyk i historyk literatury, eseistka (zm. 2020)
  - Juan Linz, hiszpański socjolog, politolog, wykładowca akademicki (zm. 2013)
  - Witold Pyrkosz, polski aktor (zm. 2017)
- 1927:
  - Mary Higgins Clark, amerykańska pisarka (zm. 2020)
  - Adam Strug, polski dziennikarz, pisarz, publicysta, samorządowiec, burmistrz Józefowa (zm. 2007)
- 1928:
  - Adam Exner, kanadyjski duchowny katolicki, arcybiskup Vancouver (zm. 2023)
  - Adam Józefowicz, polski prawnik, sędzia Sądu Najwyższego i Trybunału Konstytucyjnego (zm. 2024)
  - Franciszek Kaczmarek, polski fizyk, wykładowca akademicki (zm. 2015)
  - Manfred Rommel, niemiecki polityk (zm. 2013)
- 1929:
  - Tadeusz Grzelak, polski bokser (zm. 1996)
  - Lennart Skoglund, szwedzki piłkarz (zm. 1975)
  - Eugeniusz Wachowiak, polski poeta, prozaik, tłumacz
  - Marian Zieliński, polski sztangista (zm. 2005)
- 1930:
  - Arsenio Iglesias, hiszpański piłkarz, trener (zm. 2023)
  - Robert Joffrey, amerykański tancerz, choreograf (zm. 1988)
  - John Joseph Kelley, amerykański lekkoatleta, maratończyk (zm. 2011)
- 1931:
  - Walter Abish, amerykański pisarz pochodzenia żydowskiego (zm. 2022)
  - Ray Bryant, amerykański pianista jazzowy, kompozytor (zm. 2011)
  - Jørgen Hansen, duński piłkarz (zm. 1986)
  - Mauricio Kagel, argentyńsko-niemiecki kompozytor, dyrygent, librecista, reżyser (zm. 2008)
  - Józef Kiełb, polski dziennikarz, polityk, poseł na Sejm PRL (zm. 1987)
  - Włodzimierz Lebiedziński, polski filozof marksistowski, wykładowca akademicki (zm. 2011)
  - Lech Trzeciakowski, polski historyk, wykładowca akademicki (zm. 2017)
- 1932:
  - Colin Cowdrey, angielski krykiecista (zm. 2000)
  - Marshall Hatch, australijski botanik, fizjolog roślin
  - On Kawara, japoński artysta intermedialny (zm. 2014)
  - Ian Wachtmeister, szwedzki hrabia, przemysłowiec, polityk (zm. 2017)
- 1933:
  - Renée Colliard, szwajcarska narciarka alpejska (zm. 2022)
  - Adam Śmigielski, polski duchowny katolicki, biskup sosnowiecki (zm. 2008)
- 1934:
  - Stjepan Mesić, chorwacki polityk, prezydent Chorwacji
  - Andrzej Zieliński, polski inżynier, wykładowca akademicki, polityk, minister łączności (zm. 2024)
- 1935:
  - Jorgos Katiforis, grecki prawnik, ekonomista, polityk, eurodeputowany (zm. 2022)
  - Väinö Huhtala, fiński biegacz narciarski (zm. 2016)
  - Bronisław Krawczuk, polski malarz prymitywista (zm. 1995)
- 1936:
  - Léo Eichmann, szwajcarski piłkarz, bramkarz
  - Jan Gawęcki, polski pilot szybowcowy, doświadczalny i komunikacyjny
  - Bogdan Miś, polski dziennikarz, matematyk, popularyzator nauki (zm. 2023)
- 1937:
  - Wiaczesław Czornowił, ukraiński polityk, dysydent, publicysta (zm. 1999)
  - Félix, brazylijski piłkarz, bramkarz (zm. 2012)
  - Kazimierz Górny, polski duchowny katolicki, biskup pomocniczy krakowski, biskup rzeszowski
  - Mimika Luca, albańska aktorka, tancerka (zm. 2023)
  - Ana Ramacake, fidżyjska wszechstronna lekkoatletka (zm. 2014)
  - Ola Wærhaug, norweski biathlonista
- 1938:
  - Noel Freeman, australijski lekkoatleta, chodziarz
  - Adam Kulawik, polski teoretyk literatury
  - Hans Küppers, niemiecki piłkarz (zm. 2021)
  - Juan Carlos Lallana, argentyński piłkarz (zm. 2022)
  - Ewa Maria Ostrowska, polska pisarka, dziennikarka (zm. 2012)
- 1939:
  - Dean Corll, amerykański seryjny morderca (zm. 1973)
  - Natalino Gatti, włoski przedsiębiorca, polityk
  - Jacek Kotlica, polski poeta, krytyk sztuki, działacz kulturalny (zm. 2010)
  - Herty Lewites, nikaraguański polityk pochodzenia żydowskiego (zm. 2006)
  - Andrzej Zaporowski, polski dziennikarz i reżyser telewizyjny (zm. 2014)
- 1940:
  - Bill Crothers, kanadyjski lekkoatleta, sprinter i średniodystansowiec
  - Karin Junker, niemiecka dziennikarka, polityk
  - Marie Krčmová, czeska językoznawczyni, bohemistka, wykładowczyni akademicka (zm. 2023)
  - Hryhorij Kriss, ukraiński szpadzista
  - Donald A. Martin, amerykański matematyk, wykładowca akademicki
  - Jan Stráský, czeski ekonomista, polityk, premier i p.o. prezydenta Czechosłowacji (zm. 2019)
  - Ugo Tomeazzi, włoski piłkarz, trener
- 1941:
  - David Arkin, amerykański aktor (zm. 1991)
  - Nel Hedye Beltrán Santamaria, kolumbijski duchowny katolicki, biskup Sincelejo (zm. 2025)
  - Ana Maria Machado, brazylijska autorka książek dla dzieci, tłumaczka
  - Andrzej Suski, polski duchowny katolicki, biskup toruński
- 1942:
  - Jonathan Borofsky, amerykański rzeźbiarz
  - Adam Marcinkowski, polski historyk, wykładowca akademicki (zm. 2020)
  - Jan Smolík, czeski kolarz szosowy
- 1943:
  - Alberto Andrade, peruwiański polityk, alkad Limy (zm. 2009)
  - Zbigniew Dresler, polski ekonomista (zm. 2024)
  - Tarja Halonen, fińska polityk, prezydent Finlandii
- 1944:
  - Oswald Gracias, indyjski duchowny katolicki, arcybiskup metropolita Bombaju
  - Erhard Keller, niemiecki łyżwiarz szybki
  - Antonio La Forgia, włoski polityk, samorządowiec, prezydent Emilii-Romanii (zm. 2022)
- 1945:
  - Gillian Cross, brytyjska autorka literatury dziecięcej i młodzieżowej
  - Enrique Jackson, meksykański polityk, senator (zm. 2021)
  - Ryszard Jarzembowski, polski dziennikarz, polityk, senator RP (zm. 2021)
  - Lemmy Kilmister, brytyjski wokalista, basista, członek zespołu Motörhead (zm. 2015)
  - Nicholas Meyer, amerykański reżyser, scenarzysta i producent filmowy, pisarz
  - Saulius Šaltenis, litewski dramaturg, prozaik, publicysta, polityk
- 1946:
  - Jan Akkerman, holenderski gitarzysta, członek zespołu Focus
  - Roselyne Bachelot, francuska polityk
  - Philippe Clerc, szwajcarski lekkoatleta, sprinter
  - Inge Ejderstedt, szwedzki piłkarz
  - Erwin Pröll, austriacki polityk
  - Jeff Sessions, amerykański polityk, senator
  - Patrick Vial, francuski judoka
  - Andrew Yao, amerykański informatyk pochodzenia chińskiego
- 1947:
  - Janusz Adamczyk, polski generał brygady, doktor nauk medycznych (zm. 2003)
  - Miguel Ángel González, hiszpański piłkarz (zm. 2024)
  - Janusz Adam Kobierski, polski duchowny katolicki, poeta, eseista, krytyk literacki
  - Ľudovít Kocian, słowacki zoolog, wykładowca akademicki
- 1948:
  - Stan Bowles, angielski piłkarz (zm. 2024)
  - Edwige Fenech, francusko-włoska aktorka, producentka filmowa, modelka
  - Neal Koblitz, amerykański matematyk, kryptograf, wykładowca akademicki
  - Józef Myjak, polski poeta, publicysta, wydawca, animator kultury (zm. 2023)
  - Frank Oliver, nowozelandzki rugbysta (zm. 2014)
  - Antoni Pietkiewicz, polski inżynier, polityk, wojewoda kaliski i mazowiecki
  - Erik Trinkaus, amerykański paleoantropolog, wykładowca akademicki
- 1949:
  - Mircea Diaconu, rumuński aktor, wykładowca akademicki, polityk, minister kultury, eurodeputowany (zm. 2024)
  - Skënder Gjinushi, albański, matematyk, polityk
  - Ryszard Legutko, polski filozof, profesor nauk humanistycznych, polityk, minister edukacji narodowej, senator RP i eurodeputowany
  - Ireneusz Mroczkowski, polski duchowny katolicki, teolog, etyk (zm. 2020)
  - Ruwen Ogien, francuski filozof pochodzenia żydowskiego (zm. 2017)
  - Willi Reimann, niemiecki piłkarz, trener
  - Jerzy Więcław, polski politolog, dyplomata (zm. 2020)
- 1950:
  - Gilberto Alves, brazylijski piłkarz, trener
  - Zuhair Balul, izraelski komentator sportowy, polityk pochodzenia arabskiego
  - Krystian Probierz, polski geolog, polityk, senator RP
  - Marcin Ryszkiewicz, polski geolog, ewolucjonista
- 1951:
  - Jesús Bracamontes, meksykański piłkarz, trener, komentator sportowy
  - Marvin Camel, amerykański bokser pochodzenia indiańskiego
  - Abdualim Gafforow, tadżycki polityk
  - Jerzy Kraska, polski piłkarz, trener
  - Wjaczesław Łeszczuk, ukraiński piłkarz, działacz piłkarski
  - Leon Piasetski, kanadyjski szachista
  - Gregory Wojciechowski, amerykański zapaśnik, wrestler (zm. 2025)
- 1952:
  - Peter Christensen, amerykański duchowny katolicki, biskup Boise City
  - Bruno Cipolla, włoski wioślarz, sternik
  - Anastase Mutabazi, rwandyjski duchowny katolicki, biskup Kabgayi
  - Hilkka Riihivuori, fińska biegaczka narciarska
- 1953:
  - Barbara Fatyga, polska kulturoznawczyni, socjolog, antropolog kultury
  - François Loos, francuski polityk
  - Kalonzo Musyoka, kenijski polityk
  - José Ribeiro e Castro, portugalski prawnik, adwokat, polityk
  - Michael Ring, irlandzki polityk
  - Adam Szal, polski duchowny katolicki, arcybiskup metropolita przemyski
- 1954:
  - José María Figueres, kostarykański przedsiębiorca, polityk, prezydent Kostaryki
  - Gregory Paul, amerykański paleontolog, paleoartysta
- 1955:
  - Scott Fischer, amerykański wspinacz (zm. 1996)
  - Clarence Gilyard, amerykański aktor (zm. 2022)
  - Janusz Kohut, polski kompozytor, pianista
- 1956:
  - Amor Jebali, tunezyjski piłkarz
  - Anil Kapoor, indyjski aktor, producent filmowy
  - Adam Lizakowski, polski poeta, tłumacz, fotograf
  - German (Moralin), rosyjski duchowny prawosławny, metropolita kurski i rylski
  - José Domingo Ulloa, panamski duchowny katolicki, arcybiskup Panamy
- 1957:
  - António André, portugalski piłkarz
  - Jérôme Beau, francuski duchowny katolicki, arcybiskup Bourges
  - Othmar Karas, austriacki filozof, polityk
  - Hamid Karzaj, afgański polityk, prezydent Afganistanu
  - Piotr Kosiński, polski dziennikarz muzyczny, prezenter radiowy
- 1958:
  - Munetaka Higuchi, japoński perkusista, członek zespołu Loudness (zm. 2008)
  - Paul Pressey, amerykański koszykarz
  - Lea Sölkner, austriacka narciarka alpejska
  - Sophie von Weiler, holenderska hokeistka na trawie
- 1959:
  - Lee Daniels, amerykański producent i reżyser filmowy
  - Angelo Scuri, włoski florecista
  - Adam Urbanowski, polski chodziarz ultramaratoński
- 1960:
  - Emmanuel Félémou, gwinejski duchowny katolicki, biskup Kankanu (zm. 2021)
  - Marat Gelman, rosyjski marszand, menedżer, publicysta pochodzenia żydowskiego
  - Yves Le Saux, francuski duchowny katolicki, Le Mans
  - Lutwi Mestan, bułgarski polityk pochodzenia tureckiego
  - Mirosław Mordel, polski kontradmirał
  - Charles Ng, amerykański seryjny morderca pochodzenia chińskiego
  - Fuyumi Ono, japońska pisarka
  - Erik Rasmussen, duński piłkarz, trener
  - Zane Coleman, nowozelandzki zapaśnik
- 1961:
  - İlham Əliyev, azerski polityk, prezydent Azerbejdżanu
  - Alena Bulířová, czechosłowacka lekkoatletka, sprinterka
  - Marcin Świetlicki, polski poeta, wokalista, członek zespołu Świetliki
  - Wade Williams, amerykański aktor
- 1962:
  - Ibrahim Akil, libański polityk, szyita, dowódca sił specjalnych Redwan (zm. 2024)
  - Karel Glastra van Loon, holenderski pisarz, dziennikarz (zm. 2005)
  - Piotr Patalong, polski generał dywizji
- 1963:
  - Rinat Mardanszyn, rosyjski żużlowiec pochodzenia tatarskiego (zm. 2005)
  - Chris Morris, irlandzki piłkarz
- 1964:
  - Beata Knapczyk, polska lekkoatletka, sprinterka i płotkarka
  - Anja Orthodox, polska wokalistka, muzyk, kompozytorka, autorka tekstów, członkini zespołu Closterkeller
  - Ewa Prusak, polska lekkoatletka, wieloboistka
  - Rui Valério, portugalski duchowny katolicki, biskup polowy Portugalii
  - Mark Valley, amerykański aktor
- 1965:
  - Marek Grzywacz, polski piłkarz, bramkarz
  - Marcus Sorg, niemiecki piłkarz, trener
- 1966:
  - Diedrich Bader, amerykański aktor, komik
  - José Francisco Rodrigues do Rêgo, brazylijski duchowny katolicki, biskup Ipameri
- 1967:
  - Jarosław Baran, polski pilot rajdowy
  - Samir Mane, albański przedsiębiorca
  - Michaił Szczennikow, rosyjski lekkoatleta, chodziarz
  - Adam Wiedemann, polski poeta, prozaik, krytyk literacki i muzyczny
- 1968:
  - Choi Jin-sil, południowokoreańska aktorka, modelka (zm. 2008)
  - Marcin Korolec, polski prawnik, polityk, minister środowiska
- 1969:
  - Milan Blagojevic, australijski piłkarz, trener pochodzenia serbskiego
  - Pernille Fischer Christensen, duńska reżyserka i scenarzystka filmowa
  - Adam Kowalewski, polski kontrabasista i basista jazzowy, kompozytor, pedagog
  - Ed Miliband, brytyjski polityk
  - Luis Musrri, chilijski piłkarz, trener
  - Oleg Skripoczka, rosyjski inżynier, kosmonauta
  - Gintaras Staučė, litewski piłkarz, bramkarz, trener
- 1970:
  - Christian von Boetticher, niemiecki prawnik, polityk, eurodeputowany
  - Przemysław Branny, polski aktor, wokalista
  - Marco Minnemann, niemiecki muzyk, kompozytor
  - Amaury Nolasco, portorykański aktor
  - Keith Silverstein, amerykański aktor głosowy
- 1971:
  - Jorgos Alkieos, grecki piosenkarz
  - Fabrice Borer, szwajcarski piłkarz, bramkarz
  - Ricky Martin, portorykański piosenkarz, aktor
- 1972:
  - Richard Dutruel, francuski piłkarz, bramkarz
  - Marc Edworthy, angielski piłkarz
  - Álvaro Mesén, kostarykański piłkarz, bramkarz
- 1973:
  - Frédéric Demontfaucon, francuski judoka
  - Adam Majewski, polski piłkarz
  - Stephenie Meyer, amerykańska pisarka
- 1974:
  - Samuel Caballero, honduraski piłkarz
  - Fary Faye, senegalski piłkarz
  - Michał Lesień, polski aktor, reżyser teatralny
  - Thure Lindhardt, duński aktor
  - Pablo Perroni, meksykański aktor
  - Marcelo Salas, chilijski piłkarz
  - Adam Wysocki, polski kajakarz
- 1975:
  - Nicholas Astrella, nowozelandzki zapaśnik
  - Daniela Colaiacomo, włoska szablistka
  - Milan Kuljić, serbski piłkarz
  - Marija Zacharowa, rosyjska urzędniczka państwowa, rzeczniczka prasowa MSZ
  - Paweł Zarecki, polski muzyk sesyjny, kompozytor, producent muzyczny
- 1976:
  - Cha Hyun-ok, południowokoreańska wokalistka, członkini girls bandu Girl Friends
  - Linda Ferga-Khodadin, francuska lekkoatletka, skoczkini w dal, płotkarka i sprinterka
  - Mariusz Liberda, polski piłkarz, bramkarz
  - Ángel Matos, kubański taekwondzista
  - Piotr Miazga, polski aktor
  - Marion Rodewald, niemiecka hokeistka na trawie
- 1977:
  - Konrad Ciesiołkiewicz, polski politolog, menedżer, rzecznik prasowy rządu
  - Andy Contes, amerykański kolarz BMX
  - Tomáš Oral, czeski szachista
  - Michael Raymond-James, amerykański aktor
  - Glen Salmon, południowoafrykański piłkarz
- 1978:
  - Yıldıray Baştürk, turecki piłkarz
  - Souleymane Diawara, senegalski piłkarz
  - Alice Falaiye, kanadyjska lekkoatletka, skoczkini w dal
- 1979:
  - Virginie Arnold, francuska łuczniczka sportowa
  - Toyin Augustus, nigeryjska lekkoatletka, płotkarka
  - Julio Díaz, meksykański bokser
  - Božo Kovačević, austriacki piłkarz pochodzenia serbskiego
  - Pang Qing, chińska łyżwiarka figurowa
  - Swietłana Pospiełowa, rosyjska lekkoatletka
  - Pichai Sayotha, tajski bokser
- 1980:
  - Jeorjos Achileos, cypryjski strzelec sportowy
  - Stephen Appiah, ghański piłkarz
  - Cassidey, amerykańska aktorka pornograficzna
  - Amandine Homo, francuska lekkoatletka, tyczkarka
  - Maarja-Liis Ilus, estońska piosenkarka
  - Piotr Polak, polski aktor
- 1981:
  - Amal Adam, egipska łuczniczka
  - Dima Biłan, rosyjski piosenkarz
  - Justice Christopher, nigeryjski piłkarz (zm. 2022)
  - Sophie Moone, węgierska aktorka pornograficzna
  - Brian Stock, walijski piłkarz
- 1982:
  - Tetsuya Kakihara, japoński aktor głosowy
  - Mickaël Roche, tahitański piłkarz, bramkarz
  - Ten Typ Mes, polski raper, wokalista, producent muzyczny, realizator nagrań, autor tekstów
  - Przemysław Tomalski, polski psycholog
- 1983:
  - Cao Lei, chińska sztangistka
  - Abdoulaye Cissé, burkiński piłkarz
  - Irina Krush, amerykańska szachistka pochodzenia ukraińskiego
  - Ałła Łyszafaj, ukraińska piłkarka
  - Joel Solanilla, panamski piłkarz
- 1984:
  - Dominik Koll, austriacki pływak
  - Yerson Opazo, chilijski piłkarz
  - Burak Özçivit, turecki aktor, model
  - Rogerinho, brazylijski piłkarz
  - Hassan Souari, marokański piłkarz, trener
  - Wallace Spearmon, amerykański lekkoatleta, sprinter
- 1985:
  - Saidou Idrissa, nigerski piłkarz
  - Mikołaj Łopuski, polski hokeista
  - Manuel Machado, angolski piłkarz
  - Mirna Mazić, chorwacka koszykarka
  - Christina Schwanitz, niemiecka lekkoatletka, kulomiotka
  - Matthew Targett, australijski pływak
- 1986:
  - Ana Brenda Contreras, meksykańska aktorka, piosenkarka
  - Kyryło Fesenko, ukraiński koszykarz
  - Theodor Gebre Selassie, czeski piłkarz pochodzenia etiopskiego
  - Lee Yong, południowokoreański piłkarz
  - Riyo Mori, japońska instruktorka tańca
  - Subrata Pal, indyjski piłkarz, bramkarz
- 1987:
  - Johan Martin Brandt, norweski skoczek narciarski
  - Yamaguchi Falcão Florentino, brazylijski bokser
  - Alex Giorgetti, włoski piłkarz wodny
  - Aaron Gwin, amerykański kolarz górski
- 1988:
  - Stefanos Atanasiadis, grecki piłkarz
  - Momodou Ceesay, gambijski piłkarz
  - Jehor Łuhaczow, ukraiński piłkarz
  - Nikola Mektić, chorwacki tenisista
  - Adam Michalski, polski siatkarz
  - Mateusz Seroka, polski piłkarz ręczny
- 1989:
  - Rashed al-Huti, bahrajński piłkarz
  - Steve Johnson, amerykański tenisista
  - Diafra Sakho, senegalski piłkarz
  - Danuta Urbanik, polska lekkoatletka, biegaczka
- 1990:
  - Branimir Aleksić, serbski piłkarz, bramkarz
  - Brigetta Barrett, amerykańska lekkoatletka, skoczkini wzwyż
  - Lars Hartig, niemiecki wioślarz
  - Ryō Miyake, japoński florecista
- 1991:
  - Maksim Kicyn, rosyjski hokeista
  - Marcel Mathis, austriacki narciarz alpejski
  - Eric Moreland, amerykański koszykarz
  - Louis Tomlinson, brytyjski wokalista, autor tekstów, członek zespołu One Direction
- 1992:
  - Serge Aurier, iworyjski piłkarz
  - Michel Babatunde, nigeryjski piłkarz
  - Salim Cissé, gwinejski piłkarz
  - P.J. Hairston, amerykański koszykarz
  - Jeanett Kristiansen, norweska piłkarka ręczna
- 1993:
  - Millie Brady, brytyjska aktorka, modelka
  - Prince-Désir Gouano, francuski piłkarz
  - Yūya Kubo, japoński piłkarz
  - Süleýman Muhadow, turkmeński piłkarz
  - Yosvanys Peña, kubański zapaśnik
- 1994:
  - Lisa Buckwitz, niemiecka bobsleistka
  - Daphne Groeneveld, holenderska modelka
  - Frédéric Guilbert, francuski piłkarz
  - Denis Kudla, niemiecki zapaśnik
  - Jennifer Valente, amerykańska kolarka torowa
- 1995:
  - Lynden Gooch, amerykański piłkarz
  - Anett Kontaveit, estońska tenisistka
  - Jan Kozamernik, słoweński siatkarz
  - Fabrice Ondoa, kameruński piłkarz, bramkarz
  - Phillip Sjøen, norweski skoczek narciarski
- 1997:
  - Neeraj Chopra, indyjski lekkoatleta, oszczepnik
  - Ivana Dojkić, chorwacka koszykarka
  - Wendy Martínez, meksykańska zapaśniczka
  - Jamorko Pickett, amerykański koszykarz
- 1998:
  - Nikita Howarth, nowozelandzka niepełnosprawna pływaczka
  - Saber Kazemi, irański siatkarz
  - Alexis Mac Allister, argentyński piłkarz
  - Grégoire Munster, luksemburski kierowca rajdowy
  - Klaudia Niedźwiedzka, polska koszykarka
- 1999 – Chris Smith, amerykański koszykarz
- 2000:
  - Jesús Ferreira, amerykański piłkarz pochodzenia kolumbijskiego
  - Justyna Rudzka, polska koszykarka
- 2001:
  - Zuzanna Urban, polska koszykarka
  - Emma Weyant, amerykańska pływaczka
- 2002 – Joshua Primo, kanadyjski koszykarz
- 2003 – Gharam Mahmud Atijja Mustafa Askar, egipska zapaśniczka

## Zmarli
- 1281 – Henryk V, książę Luksemburga (ur. 1212)
- 1317 – Jean de Joinville, francuski kronikarz (ur. 1225)
- 1336 – (lub 1337) Cino da Pistoia, włoski prawnik, pisarz (ur. ok. 1270)
- 1382 – T’aego Pou, koreański mistrz sŏn (ur. 1301)
- 1394 – Henryk VII Rumpold, książę głogowsko-żagański (ur. ok. 1350)
- 1420 – Mikuláš z Husi, czeski arystokrata, polityk, husyta (ur. ok. 1375)
- 1453 – John Dunstable, angielski kompozytor (ur. ok. 1380)
- 1473 – Jan z Kęt, polski duchowny katolicki, filozof, teolog, święty (ur. 1390)
- 1507 – Georg Emmerich, niemiecki kupiec, burmistrz Görlitz (ur. 1422)
- 1524 – Vasco da Gama, portugalski podróżnik, odkrywca (ur. ok. 1469)
- 1541 – Andreas Karlstadt, niemiecki teolog protestancki (ur. 1486)
- 1588 – Louis de Guise, francuski duchowny katolicki, arcybiskup Reims, kardynał (ur. 1555)
- 1608 – Angela Serafina Prat, hiszpańska zakonnica, mistyczka, Służebnica Boża (ur. 1543)
- 1616 – Jerzy VII Thurzo, węgierski możnowładca, dowódca wojskowy (ur. 1567)
- 1620 – Reinhold Heidenstein, pruski prawnik, historyk, kronikarz, dyplomata, sekretarz kancelarii królów polskich (ur. 1553)
- 1629 – Elżbieta Zofia Hohenzollern, margrabianka brandenburska, kasztelanowa wileńska (ur. 1589)
- 1643 – Wilhelm Bucki, polski jezuita, kompozytor podchodzenia inflanckiego (ur. 1585)
- 1660 – Maria Stuart, księżna Oranii-Nassau (ur. 1631)
- 1680 – (data pogrzebu) Jan van Kessel, holenderski malarz (ur. 1641)
- 1692 – Maria Antonina Habsburżanka, elektorowa Bawarii (ur. 1669)
- 1707:
  - Noël Coypel, francuski malarz (ur. 1628)
  - Karolina Piastówna, księżniczka legnicko-brzeska, ostatni przedstawiciel dynastii Piastów (ur. 1652)
- 1708 – Otto de la Bourde, austriacki duchowny katolicki, biskup Gurk (ur. 1630)
- 1721 – Ludwik Bartłomiej Załuski, polski duchowny katolicki, biskup pomocniczy przemyski i biskup płocki (ur. 1661)
- 1766 – Efraim Oloff, polski polityk pochodzenia niemieckiego (ur. 1715)
- 1778 – Bartłomiej Maria Dal Monte, włoski duchowny katolicki, błogosławiony (ur. 1726)
- 1783 – Victor Friedrich Solms, pruski dyplomata (ur. 1730)
- 1785 – Jan de Witte, polski inżynier wojskowy, architekt pochodzenia holenderskiego (ur. 1709)
- 1803 – Jerzy I, książę Sachsen-Meiningen (ur. 1761)
- 1804 – Martin Vahl, duńsko-norweski botanik, zoolog (ur. 1749)
- 1812 – Johann Andreas Benignus Bergsträsser, niemiecki entomolog (ur. 1732)
- 1813 – Go-Sakuramachi, cesarzowa Japonii (ur. 1740)
- 1828 – Ksawery Starzeński, polski ichtiolog (ur. 1769)
- 1836 – Francisco Espoz y Mina, hiszpański generał, polityk (ur. 1781)
- 1837 – Antoni Milwid, polski kompozytor, organista, kapelmistrz (ur. ok. 1755)
- 1844 – Joseph Berres, austriacki chirurg (ur. 1796)
- 1848 – Wiktor Osuchowski, Polski ziemianin, oficer, uczestnik powstania listopadowego, działacz emigracyjny (ur. 1799)
- 1850 – Frédéric Bastiat, francuski ekonomista, filozof, polityk (ur. 1801)
- 1856 – Hugh Miller, szkocki geolog, teolog protestancki (ur. 1802)
- 1857 – Stanisław Jachowicz, polski poeta, pedagog, filantrop (ur. 1796)
- 1863 – William Makepeace Thackeray, brytyjski pisarz, dziennikarz, satyryk (ur. 1811)
- 1865 – Paula Elżbieta Cerioli, włoska zakonnica, święta (ur. 1816)
- 1867 – Jan Karol Freyer, polski lekarz, uczestnik powstania listopadowego (ur. 1808)
- 1869:
  - Edwin M. Stanton, amerykański prawnik, polityk (ur. 1814)
- 1872 – William Rankine, szkocki inżynier, fizyk (ur. 1820)
- 1875 – Gotthold Christian Clausnitzer, niemiecki duchowny luterański, pierwszy proboszcz parafii Ewangelicko-Augsburskiej w Katowicach (ur. 1810)
- 1881 – Amalia Taglioni, niemiecka tancerka baletowa (ur. ok. 1808)
- 1882:
  - Johann Benedict Listing, niemiecki matematyk, fizyk, wykładowca akademicki (ur. 1808)
  - Zygmunt Wilkoński, polski prawnik, przedsiębiorca (ur. 1832)
- 1883 – Julian Malczewski, polski ziemianin, urzędnik (ur. 1820)
- 1884 – Philipp von Jolly, niemiecki matematyk, fizyk, wykładowca akademicki (ur. 1809)
- 1888 – Michaił Łoris-Mielikow, rosyjski generał kawalerii, polityk pochodzenia ormiańskiego (ur. 1824)
- 1889 – Elizabeth Twining, brytyjska botanik, malarka, ilustratorka, działaczka społeczna (ur. 1805)
- 1891 – Johannes Baptista Rietstap, holenderski heraldyk, stenograf (ur. 1828)
- 1892 – Julijan Cełewycz, ukraiński historyk, pedagog (ur. 1843)
- 1894 – Edmund Krasicki, polski ziemianin, porucznik (ur. 1808)
- 1895:
  - Edward Harland, brytyjski stoczniowiec, przedsiębiorca, polityk (ur. 1831)
  - Jean Albert comte de Pawenza Woroniez, francuski hrabia, oficer pochodzenia polskiego (ur. 1835)
- 1898:
  - Hanna El Hajj z Dlebty, libański duchowny katolicki Kościoła maronickiego, patriarcha Antiochii i całego Wschodu (ur. 1817)
  - Szarbel Makhlouf, libański zakonnik maronicki, święty (ur. 1828)
  - Eugeniusz Pankiewicz, polski kompozytor, pianista (ur. 1857)
  - Antoni Zagrzejewski, polski działacz społeczny, publicysta, prezydent Łomży (ur. 1820)
- 1900 – Bronisław Teodor Grabowski, polski etnograf, slawista, tłumacz, pisarz, pedagog (ur. 1841)
- 1904 – Wiktor Cymerys-Kwiatkowski, polski działacz niepodległościowy i socjalistyczny (ur. ok. 1886)
- 1905 – Severino Ferrari, włoski poeta, krytyk literacki (ur. 1856)
- 1907 – Marian Śmiarowski, polski prawnik, adwokat, działacz społeczny (ur. 1842)
- 1908 – François Auguste Gevaert, belgijski kompozytor, teoretyk muzyki, muzykolog (ur. 1828)
- 1909:
  - Józef Laskownicki, polski dziennikarz, pisarz ludowy (ur. 1841)
  - Adam Alfred Plater, polski ziemianin, archeolog, kolekcjoner, polityk (ur. 1836)
- 1910:
  - Siegmund L’Allemand, austriacki malarz batalista (ur. 1840)
  - Valerian Mikulicz-Radecki, austriacki generał, pisarz (ur. 1855)
- 1912:
  - Eliasz Goldhammer, polski prawnik, działacz społeczny, samorządowiec pochodzenia żydowskiego (ur. 1851)
  - Kazimierz Granzow, polski przedsiębiorca budowlany pochodzenia niemieckiego (ur. 1832)
- 1913:
  - Jacob Brønnum Scavenius Estrup, duński polityk, premier Danii (ur. 1825)
  - Alexandra Gripenberg, fińska pisarka, dziennikarka, feministka, polityk (ur. 1857)
  - Stefan Ramułt, polski językoznawca, pedagog (ur. 1859)
  - Wacław Zaleski, polski ziemianin, prawnik, polityk austro-węgierski (ur. 1868)
- 1916:
  - John Muir, szkocko-amerykański przyrodnik, pisarz, filozof środowiska (ur. 1838)
  - Antoni Stroiwąs, polski podoficer Legionów Polskich (ur. 1893)
- 1917 – Iwan Goriemykin, rosyjski polityk, premier Rosji (ur. 1839)
- 1918 – Teofan (Ilmienski), rosyjski biskup prawosławny, święty nowomęczennik (ur. 1867)
- 1920 – Karol Miller, polski malarz (ur. 1835)
- 1922 – Emil Frey, szwajcarski polityk, prezydent Szwajcarii (ur. 1838)
- 1923 – Aleksandr Niewierow, rosyjski prozaik, dramaturg (ur. 1886)
- 1924 – Michał Girdwoyń, polski pszczelarz, ichtiolog (ur. 1841)
- 1926:
  - Dawid Abrahamowicz, polski ziemianin, polityk, działacz społeczny pochodzenia ormiańskiego (ur. 1839)
  - Wesley Coe, amerykański lekkoatleta, kulomiot (ur. 1879)
- 1926 – Adolphe Alphonse Géry-Bichard, francuski malarz, akwaforysta, grawer, ilustrator (ur. 1841)
- 1927:
  - Władimir Biechtieriew, rosyjski neurolog, psychiatra, psycholog, neuroanatom, wykładowca akademicki (ur. 1857)
  - Karl Oskar Medin, szwedzki pediatra, wykładowca akademicki (ur. 1847)
  - Ludwika Wawelberg, polska działaczka społeczna, filantropka żydowskiego pochodzenia (ur. 1852)
- 1929 – Maurycy Mansch de Leoney, polski generał brygady (ur. 1867)
- 1930:
  - Antoni Orleański, infant hiszpański, książę Galliery (ur. 1866)
  - Oskar Nedbal, czeski kompozytor, dyrygent, altowiolista (ur. 1874)
  - Józefa Tuhanowska, polska posiadaczka ziemska (ur. ?)
- 1931 – Elias Hoayek z Hilta, libański duchowny katolicki Kościoła maronickiego, patriarcha Antiochii (ur. 1843)
- 1932:
  - Wasyl Biłas, ukraiński działacz nacjonalistyczny, zamachowiec (ur. 1911)
  - Dmytro Danyłyszyn, ukraiński działacz nacjonalistyczny, zamachowiec (ur. 1907)
  - Chaim Eitingon, niemiecki handlarz futrami, filantrop pochodzenia żydowskiego (ur. 1857)
  - Wiktor Monsiorski, polski dziennikarz, wydawca (ur. 1873)
- 1933 – Georg Abelsdorff, niemiecki okulista, wykładowca akademicki (ur. 1869)
- 1935:
  - Alban Berg, austriacki kompozytor (ur. 1885)
  - Kazimierz Mystkowski, polski przemysłowiec, polityk, poseł na Sejm Ustawodawczy (ur. 1871)
- 1938:
  - Czesław Ganowicz, polski lekarz, pisarz, filozof, działacz społeczno-polityczny (ur. 1881)
  - Carl Miele, niemiecki inżynier, przemysłowiec (ur. 1869)
  - Lev Skrbenský z Hříště, czeski duchowny katolicki, arcybiskup praski i ołomuniecki, kardynał (ur. 1863)
  - Bruno Taut, niemiecki architekt, urbanista (ur. 1880)
- 1939 – Gustaw Rogalski, polski piłkarz, rysownik, karykaturzysta (ur. 1887)
- 1941:
  - Upasani Maharadż, indyjski guru i święty hinduski (ur. 1870)
  - Frederick Moloney, amerykański lekkoatleta, płotkarz i sprinter (ur. 1882)
- 1942:
  - François Darlan, francuski admirał, polityk (ur. 1881)
  - Wincenty Godlewski, białoruski duchowny i polityk (ur. 1888)
  - Antoni Tworek, polski duchowny katolicki, Sługa Boży (ur. 1897)
  - Oskar Veldeman, estoński skoczek narciarski (ur. 1912)
- 1943:
  - Stanisław Karpiński, polski bankowiec, polityk, minister skarbu, prezes Banku Polskiego (ur. 1870)
  - Marian Kulesza, polski malarz (ur. 1879)
  - Matatarō Matsumoto, japoński psycholog, wykładowca akademicki (ur. 1865)
  - Lucjan Michałowski, polski architekt, malarz (ur. 1883)
  - Kazimierz Skorupka, polski harcmistrz, podporucznik (ur. 1901)
  - Michał Znicz, polski aktor pochodzenia żydowskiego (ur. 1888)
- 1944 – Kazimierz Skorupka, polski harcmistrz, podporucznik (ur. 1901)
- 1946 – Leopold Okulicki, polski generał brygady, ostatni komendant główny AK (ur. 1898)
- 1947:
  - Charles Gondouin, francuski rugbysta (ur. 1875)
  - Elias Katz, fiński lekkoatleta, długodystansowiec (ur. 1901)
- 1949 – John Lucas, amerykański generał (ur. 1890)
- 1950:
  - Lew Berg, rosyjski ichtiolog, biogeograf, wykładowca akademicki pochodzenia żydowskiego (ur. 1876)
  - Conrad Langaard, norweski tenisista (ur. 1890)
  - Alush Lleshanaku, albański major, działacz antykomunistycznego ruchu oporu (ur. 1913)
- 1951 – Gustav Haloun, czeski sinolog, wykładowca akademicki (ur. 1898)
- 1952 – Teofil Jaśkiewicz, polski filozof-wolnomyśliciel, działacz oświatowy, poeta, publicysta, tłumacz (ur. 1883)
- 1953:
  - Semen Kozak, radziecki generał porucznik (ur. 1902)
  - Ralph Linton, amerykański antropolog kulturowy, socjolog, wykładowca akademicki (ur. 1893)
  - George Henry Hamilton Tate, amerykański zoolog pochodzenia brytyjskiego (ur. 1894)
- 1955:
  - Jake Boultes, amerykański baseballista (ur. 1884)
  - Aleksander Januszkiewicz, polski profesor nauk medycznych (ur. 1872)
- 1956 – Harry Jones, kanadyjski żeglarz sportowy (ur. 1895)
- 1957:
  - Maurice Schilles, francuski kolarz torowy i szosowy (ur. 1888)
  - Norma Talmadge, amerykańska aktorka, producentka filmowa (ur. 1894)
- 1958 – Sándor Lumniczer, węgierski strzelec sportowy (ur. 1896)
- 1959:
  - William Cameron Forbes, amerykański dyplomata, polityk (ur. 1870)
  - Edmund Goulding, amerykański reżyser i scenarzysta filmowy pochodzenia brytyjskiego (ur. 1891)
  - Károly Jordán, węgierski matematyk, wykładowca akademicki, taternik (ur. 1871)
  - Bronisław Olszewski, polski malarz, pedagog (ur. 1874)
- 1961 – Tomasz Szalewicz, polski samorządowiec, działacz społeczny, polityk, poseł na Sejm RP (ur. 1890)
- 1962:
  - Wilhelm Ackermann, niemiecki matematyk, pedagog (ur. 1896)
  - Dawid Rajzer, radziecki polityk pochodzenia żydowskiego (ur. 1904)
- 1963 – Mariano Arrate, hiszpański piłkarz (ur. 1892)
- 1964:
  - Claudia Jones, trynidadzko-tobagijska działaczka społeczna, dziennikarka (ur. 1915)
  - Lucjan Lewandowski, polski malarz (ur. 1889)
  - Kuksza Odeski, ukraiński mnich i święty prawosławny (ur. 1874)
- 1965:
  - William M. Branham, amerykański pastor zielonoświątkowy, ewangelista, nauczyciel (ur. 1909)
  - Adolf Hyła, polski malarz (ur. 1897)
  - Ludomir Włodzimierz Kościesza Wolski, polski ziemianin, agronom, inżynier, major artylerii (ur. 1893)
  - Jan Wypler, polski poliglota, tłumacz (ur. 1890)
- 1966:
  - Gaspar Cassadó, hiszpański kompozytor, wiolonczelista (ur. 1897)
  - Virgilia Peterson-Sapieha, amerykańska dziennikarka, pisarka (ur. 1904)
  - Erik Sætter-Lassen, duński strzelec sportowy (ur. 1892)
  - Eugeniusz Wciślicki, polski kapitan marynarki (ur. 1915)
- 1967 – Władysław Domagalski, polski działacz komunistyczny i socjalistyczny (ur. 1893)
- 1968 – Frank Troeh, amerykański strzelec sportowy (ur. 1882)
- 1969:
  - Stanisław Błeszyński, polski lepidopterolog (ur. 1927)
  - Jarosław Naleszkiewicz, polski inżynier lotnictwa, oficer AK, uczestnik powstania warszawskiego (ur. 1904)
  - Julian Strzałkowski, polski lekkoatleta, długodystansowiec, chodziarz (ur. 1909)
- 1970:
  - Otto Cordes, niemiecki piłkarz wodny (ur. 1905)
  - Nəcəfqulu Rəfiyev, radziecki major (ur. 1912)
  - Nikołaj Szwernik, radziecki polityk (ur. 1888)
- 1971:
  - Paweł Fitin, radziecki generał porucznik bezpieczeństwa państwowego (ur. 1907)
  - Zygmunt Skrętowicz, polski rzeźbiarz ludowy (ur. 1902)
- 1972:
  - Clayton Bissell, amerykański generał major U.S. Air Force (ur. 1896)
  - Stanisław Winczewski, polski aktor, reżyser teatralny (ur. 1908)
- 1973:
  - E.V. Ramaswami, indyjski działacz społeczny, polityk (ur. 1879)
  - Artur Szewczyk, polski działacz socjalistyczny i niepodległościowy, urzędnik konsularny (ur. 1905)
- 1974 – Shigeho Tanaka, japoński ichtiolog, wykładowca akademicki (ur. 1878)
- 1975:
  - Bernard Herrmann, amerykański kompozytor, dyrygent pochodzenia żydowskiego (ur. 1911)
  - Erhard Wetzel, niemiecki prawnik, polityk nazistowski (ur. 1903)
- 1976 – Duarte Nuno Bragança, portugalski arystokrata (ur. 1907)
- 1977 – Juan Velasco Alvarado, peruwiański generał, polityk, przewodniczący Rewolucyjnej Junty Wojskowej (ur. 1909)
- 1979:
  - Józef Antoni Czopnik, polski aktor lalkarz (ur. 1919)
  - Rudi Dutschke, niemiecki lewicowy działacz studencki (ur. 1940)
  - Stefan Norris, polski scenograf filmowy (ur. 1894)
  - José María Ucelay, hiszpański malarz narodowości baskijskiej (ur. 1903)
- 1980:
  - Karl Dönitz, niemiecki admirał, dowódca Kriegsmarine, prezydent III Rzeszy (ur. 1891)
  - Heikki Liimatainen, fiński lekkoatleta, długodystansowiec (ur. 1894)
- 1981 – Franciszek Kusto, polski nauczyciel, dziennikarz, publicysta, działacz komunistyczny (ur. 1901)
- 1982:
  - Louis Aragon, francuski prozaik, poeta (ur. 1897)
  - Atanazy Grygoryj Wełykyj, ukraiński bazylianin, historyk (ur. 1918)
- 1983 – Stasys Lozoraitis, litewski polityk, dyplomata (ur. 1898)
- 1984:
  - Gracjan Bojar-Fijałkowski, polski pisarz, historyk (ur. 1912)
  - Kazimierz Krukowski, polski aktor, reżyser teatralny, satyryk, autor tekstów piosenek (ur. 1901)
- 1985 – Erich Schaedler, szkocki piłkarz pochodzenia niemieckiego (ur. 1949)
- 1987:
  - M.G. Ramachandran, indyjski aktor, reżyser, scenarzysta i producent filmowy, wydawca, polityk (ur. 1917)
  - Joop den Uyl, holenderski polityk, premier Holandii (ur. 1919)
- 1988 – Evelyn Pinching, brytyjska narciarka alpejska (ur. 1915)
- 1989 – Zygmunt Czarnecki, polski generał brygady (ur. 1900)
- 1990:
  - Thorbjørn Egner, norweski dramatopisarz, autor tekstów piosenek, ilustrator (ur. 1912)
  - Rodolfo Orlandini, argentyński piłkarz (ur. 1905)
- 1991:
  - Dimitrios Adamu, grecki dziennikarz, pisarz, polityk (ur. 1914)
  - Alfons Goppel, niemiecki polityk (ur. 1905)
  - Arkadij Kuczer, radziecki wiceadmirał (ur. 1911)
  - Stanisław Zaleski, polski lekarz weterynarii, specjalista mikrobiologii żywności, wykładowca akademicki (ur. 1923)
- 1992:
  - Wadim Berestowski, polski reżyser filmowy (ur. 1917)
  - Jack Nichols, amerykański koszykarz (ur. 1926)
  - Peyo, belgijski rysownik, autor komiksów (ur. 1928)
- 1993:
  - Sveinbjörn Beinteinsson, islandzki znawca religii przedchrześcijańskich (ur. 1924)
  - Aleksandr Burak, białoruski podpułkownik pilot (ur. 1918)
  - Andrzej Nadolski, polski historyk, archeolog (ur. 1921)
  - Yen Chia-kan, tajwański polityk, prezydent Tajwanu (ur. 1905)
- 1994:
  - John Boswell, amerykański historyk (ur. 1947)
  - John Osborne, brytyjski dramatopisarz (ur. 1929)
- 1997:
  - Edwin Brzostowski, polski działacz kulturalny (ur. 1924)
  - Ireneusz Jesionowicz, polski przestępca (ur. 1959)
  - Toshirō Mifune, japoński aktor (ur. 1920)
  - Marian Zimiński, polski muzyk, kompozytor (ur. 1945)
- 1998:
  - Matt Gillies, szkocki piłkarz, trener (ur. 1921)
  - Daan Kagchelland, holenderski żeglarz sportowy (ur. 1914)
- 1999:
  - Tomasz Beksiński, polski dziennikarz muzyczny, prezenter radiowy, tłumacz (ur. 1958)
  - João Baptista de Oliveira Figueiredo, brazylijski generał, polityk, prezydent Brazylii (ur. 1918)
- 2000 – John Cooper, brytyjski konstruktor samochodów, przedsiębiorca (ur. 1923)
- 2001:
  - Gieorgij Iwanow, radziecki generał major (ur. 1901)
  - Robert Leckie, amerykański żołnierz, dziennikarz. pisarz (ur. 1920)
  - Zbigniew Ohanowicz, polski generał dywizji (ur. 1923)
- 2002:
  - Saudie Ampatuan, filipiński polityk (ur. ?)
  - Kjell Aukrust, norweski pisarz, malarz, rysownik (ur. 1920)
  - Miguel Busquets, chilijski piłkarz (ur. 1920)
- 2003:
  - Witold Gracjan Kawalec, polski rzeźbiarz (ur. 1922)
  - Stanisław Kowalewski, polski pisarz (ur. 1918)
- 2004:
  - Richard Annand, brytyjski oficer piechoty (ur. 1914)
  - Elwira Seroczyńska, polska łyżwiarka szybka (ur. 1931)
  - Lauri Silvennoinen, fiński biegacz narciarski (ur. 1916)
  - Elmer Swenson, amerykański producent win (ur. 1913)
- 2005 – Wang Daohan, chiński dyplomata (ur. 1915)
- 2006 – Tadeusz Chrzanowski, polski historyk sztuki, fotograf, publicysta, tłumacz (ur. 1926)
- 2007:
  - Kazimierz Borowiec, polski aktor (ur. 1939)
  - Reinhard Heß, niemiecki trener skoków narciarskich (ur. 1945)
  - Andreas Matzbacher, austriacki kolarz szosowy (ur. 1982)
- 2008:
  - Ian Roy Ballinger, nowozelandzki strzelec sportowy (ur. 1925)
  - Samuel P. Huntington, amerykański politolog, historyk (ur. 1927)
  - Harold Pinter, brytyjski dramaturg, reżyser i scenarzysta teatralny, laureat Nagrody Nobla (ur. 1930)
- 2009:
  - Hugo Berly, chilijski piłkarz (ur. 1941)
  - Rafael Caldera, wenezuelski polityk, prezydent Wenezueli (ur. 1916)
- 2010 – José Orlandis, hiszpański duchowny katolicki, historyk (ur. 1918)
- 2011:
  - Witalij Cieszkowski, rosyjski szachista (ur. 1944)
  - Johannes Heesters, holenderski aktor, piosenkarz (ur. 1903)
- 2012:
  - Charles Durning, amerykański aktor (ur. 1923)
  - Seweryn Jurgielaniec, polski lekarz, polityk, poseł na Sejm RP (ur. 1938)
  - Jack Klugman, amerykański aktor (ur. 1922)
  - Aleksander Wieczorkowski, polski dziennikarz, felietonista, krytyk literacki (ur. 1929)
- 2013 – Soane Lilo Foliaki, tongijski duchowny katolicki, biskup Tonga (ur. 1933)
- 2014:
  - Anna Cienciała, polska historyk (ur. 1929)
  - Buddy DeFranco, amerykański klarnecista jazzowy (ur. 1923)
  - Krzysztof Krauze, polski reżyser i scenarzysta filmowy (ur. 1953)
- 2015:
  - Władimir Britaniszski, rosyjski poeta, prozaik, tłumacz, eseista (ur. 1933)
  - Suprovat Chakravarty, indyjski kolarz szosowy (ur. 1931)
  - Carl-Erik Ohlson, szwedzki żeglarz sportowy (ur. 1920)
- 2016:
  - Richard Adams, brytyjski pisarz (ur. 1920)
  - Rick Parfitt, brytyjski gitarzysta, wokalista, członek zespołu Status Quo (ur. 1948)
  - Liz Smith, brytyjska aktorka (ur. 1921)
- 2017 – Heather Menzies, kanadyjska aktorka (ur. 1949)
- 2018:
  - Jozef Adamec, słowacki piłkarz, trener (ur. 1942)
  - Ryszard Marek Groński, polski satyryk, felietonista, dramatopisarz (ur. 1939)
  - Stanko Poklepović, chorwacki piłkarz, trener (ur. 1938)
  - Mahmud Haszemi Szahrudi, irański duchowny, ajatollah, polityk (ur. 1948)
- 2019:
  - Giacomo Bazzan, włoski kolarz torowy i szosowy (ur. 1950)
  - Walter Horak, austriacki piłkarz (ur. 1931)
  - Werner Franz Siebenbrock, niemiecki duchowny katolicki, werbista, misjonarz, biskup Governador Valadares i Nova Iguaçu (ur. 1937)
  - Allee Willis, amerykańska piosenkarka, autorka tekstów (ur. 1947)
- 2020:
  - Iwri Gitlis, izraelski skrzypek (ur. 1922)
  - Jerzy Hauziński, polski historyk, mediewista, orientalista (ur. 1945)
  - Aleksandar Ivoš, serbski piłkarz (ur. 1931)
  - Mojmir Sepe, słoweński trębacz jazzowy, kompozytor, dyrygent, aranżer (ur. 1930)
  - Guy N. Smith, brytyjski pisarz (ur. 1939)
- 2021:
  - Willibert Kremer, niemiecki piłkarz, trener (ur. 1939)
  - Marzenna Schejbal, polska działaczka polonijna i kombatancka, uczestniczka powstania warszawskiego (ur. 1924)
  - José Villegas, meksykański piłkarz (ur. 1934)
- 2022:
  - Vittorio Adorni, włoski kolarz szosowy (ur. 1937)
  - Franco Frattini, włoski prawnik, polityk, minister spraw zagranicznych, wiceprzewodniczący Komisji Europejskiej (ur. 1957)
  - Zygmunt Jaworski, polski teoretyk kultury fizycznej (ur. 1925)
  - Andrzej Pstrokoński, polski koszykarz, trener (ur. 1936)
- 2023:
  - Kamar de los Reyes, portorykański aktor, tancerz (ur. 1967)
  - Naomi Feil, amerykańska gerontolożka (ur. 1932)
  - Barbara Frączek, polska okulistka, działaczka społeczna, polityk, poseł na Sejm RP (ur. 1941)
  - Josef Haring, niemiecki duchowny katolicki, biskup Limoeiro do Norte (ur. 1940)
  - Maciej Iłowiecki, polski dziennikarz, publicysta, medioznawca (ur. 1935)
  - Dawid Liba’i, izraelski prawnik, polityk, minister sprawiedliwości, minister spraw wewnętrznych (ur. 1934)
- 2024:
  - Nils Aaness, norweski łyżwiarz szybki (ur. 1936)
  - Dési Bouterse, surinamski wojskowy, polityk, prezydent Surinamu (ur. 1945)
  - Curtis Cheek, amerykański brydżysta (ur. 1958)
  - Pascal Hervé, francuski kolarz szosowy (ur. 1964)
  - Juozas Juocevičius, litewski bokser (ur. 1947)
  - Jerzy Ringwelski, polski trener piłki ręcznej (ur. 1951)